# ۱۳ روباه
۱۳ روباه یک ستاره است که در صورت فلکی روباهک قرار دارد.